# Leányfalu
Leányfalu nagyközség Pest vármegyében, a Szentendrei járásban, a budapesti agglomerációban.

## Fekvése, közlekedése
Leányfalu a Dunakanyarban, a Visegrádi-hegység lábánál a Vöröskő, Nyerges-hegy és a Duna szentendrei ága között, a 11-es főút mentén, Budapesttől 27 kilométerre fekszik. Legközelebbi szomszédai délről Szentendre, északról Tahitótfalu, nyugatról Pilisszentlászló, keleten, a Szentendrei-szigeten pedig Pócsmegyer, illetve kicsit délebbre Szigetmonostor. E két túlparti településsel kompjárat köti össze; Pócsmegyerre a település központjából, Szigetmonostorra pedig a község déli határától indulnak kompjáratok. Előbbiek kikötőit a 11-es út felől a 11 311-es, a szigeten pedig az 1113-as úthoz csatlakozó 11 313-as, utóbbiakét a 11 308-as, míg a szigeten szintén az 1113-ashoz csatlakozó 11 307-es út szolgálja ki.
Kiemelt üdülőterület, a Duna–Ipoly Nemzeti Park része.

## Története
Területén az ókor maradványai csak az 1900-as években kerültek napvilágra azon ismert tény következtében, hogy a rómaiak a Dunántúl területét az 1. század második felében szállták meg és a meghódított területet Pannónia néven csatolták provinciaként a birodalomhoz. Arányi Lajos régész 1910-ben kezdte meg ásatásait, s nemcsak megerősített stratégiai helyek maradványaira, hanem a társadalmi élet kényelmére szolgáló leletekre is bukkant. Munkáját 1915-ben Kuzsinszky Bálint régész folytatta. A Duna mentén erőd-rendszert alakítottak ki a mindig kiválót alkotó rómaiak: ezen castrumok (katonai táborok), mint Aquincum (a mai Óbuda), Ulcisia Castra (a mai Szentendre), Cirpi (a mai Dunabogdány), Solva (a mai Esztergom) között kisebb őrtornyokat építettek, ahonnan a hadiutat és a dunai átkelőhelyeket kémlelhették. A Leányfalu központjában felfedezett őrtorony végleges, hiteles feltárásához a benzinkút építési előkészületei kapcsán került sor, a leletmentés Soproni Sándor régész nevéhez fűződik.
A burgus őrtorony kb. 10×10 méter alapterületű volt, I. Valentinianus római császár (365–375) uralkodása alatt épült. Anyaga andezit, favázas szerkezettel kombinálva. Az 5. században a hunok és az általuk leigázott népek harcai, támadásai következtében az őrtorony tűzvész martaléka lett, a megmaradt leletanyag a szentendrei Ferenczy Károly Múzeumba, részben pedig a Magyar Nemzeti Múzeumba került.
A római világ kultúráját szétdúlta a népvándorlás, a magyar honfoglalással kezdődik a második évezred. Árpád fejedelem szálláshelye a Csepel-sziget volt, míg Kurszán kündü a szentendrei szigeten telepedett meg, vele együtt a Megyer-törzs tagjai. A környék későbbi lakosai a Kurszán rokonai közül származó Kartal, majd Rosd nemzetség tagjai.
A falu pontos kialakulásának történetét homály fedi. A legelső, oklevélben történő említést 1407-ből ismerjük. 1407. március 24. Buda: Ozorai Pipó temesi és komáromi főispán, kamarai ispán felhívta Keresztúri András fehérvári kamarai elöljáró figyelmét, hogy a Fehérvárra érkező sóból 1800 forintnyit adasson ki János veszprémi püspöknek az elmaradt dézsmajövedelem Fejérvár, Nándor és Nyék falvak után, melyeket a király a budavári királyi kápolnához csatolt, továbbá Keszi, Káloz, Zenche, Pomáz, Szentendre, Leánfalva, Tad, Várad, Bogdanskissenből, melyek tizedét Károly váci püspök mint visegrádi várnagy ezen várhoz csatolt. A név második előfordulása 1446 és 1447-ből ismeretes, de ekkor már mint családnév jelentkezik: Leanfalw-i Miklós és Péter birtokperben álltak a Tah-beli (ma Tahi) Pewkry ma (Pekry) család tagjaival.
A Leanfalw-i család leszármazottai, közöttük István és Pál hivatalnoki pályára léptek és mint királyi emberek ítélkeztek perekben. 1528-ban már Thahy János ajándékozott leanfalwi birtokot rokonainak. Vajon mikor lett a helységnévből családnév, majd a családnévből végérvényesen helységnév, ez a kérdés beható kutatást igényelne. 1541-től a köznemesi birtokok török kézbe kerültek. 1579-ben Üvejsz budai pasa az úr, az ismert adólajstromok szerint 6229 akcse befizetése az előírás. Pócsmegyer a török hódoltság ideje alatt nem pusztult el, 1690-ben a lakott helységek között tartották számon, a hozzátartozó Leányfalva a régi térképeken mint „Leányfalva puszta” szerepelt, ami nem jelent egyértelműen lakatlanságot.
Rákóczi-szabadságharc után 1728 az első ismert dátum, melyből megtudható, hogy a zólyomi ágból származó gróf Esterházy János a birtokos. Őt követi gróf Breuner Ágoston, Mária leányának férje. Tulajdonát képezte Pócsmegyer és a hozzá tartozó leányfalui szőlők és erdők. Breuner Ágoston az 1860-as években felparcellázta és eladta birtokát.
A század utolsó negyedévét tekinthetjük a tartós letelepedések évének. Az elsők között találjuk Szendrey Ignácot, Petőfi Sándor apósát, a Károlyiak (Festeticsek - lásd Szendrey emlelékszoba Keszthelyen) jószágkormányzóját, aki 80 holdat vásárolt, azután dr. Szitányi Ödön miniszteri osztálytanácsost, dr. Bradách Antal sebész orvost, Szenes Ede nagykereskedőt, Vámossy Mihály] tanárt. Ők a „honfoglalók”, akik a későbbi évek folyamán döntő befolyással lesznek a falu fejlődésére. Egy súlyos természeti csapás, az 1880 körül észlelt filoxéra részben kipusztította a virágzó szőlőkultúrát: ennek következményeképpen kiürültek a leányfalusi hegyoldalban lévő pincék, elárvultak a szerény borházak. A pócsmegyeri és szigetmonostori gazdák áruba bocsátották telkeiket.
Az 1900-as évek első éveiben kezdődött a második betelepülési hullám. Kisebb-nagyobb présházak, telkek cseréltek gazdát. Először csak nyári időben lakták őket, majd később ezekből lettek az állandó nyaralók. A teljesség igénye nélkül néhány nevet kell említeni: a Polylák, Glósz, Vancsó, Péteri, Hankovszky, Fejérvári, Lamotte, Szászy, Siklóssy, Belaagh, Wabrosch családokat és a művészvilág nagyjait. Rózsahegyi Kálmán ösztönzésére jött Leányfalura, vásárolt telket és épített házat a magyar irodalom kiemelkedő alakja, Móricz Zsigmond. A Nemzeti Színház és az operaház művészei közül sokan vásároltak telket, nyaralót, az említett Rózsahegyi Kálmán mellett Feleki Miklós, Kőrösmezey Gusztáv, Helvey Aranka, Hettyey Aranka, Alszeghy Kálmán, Radnai Miklós, Nagy Adorján. Az említett hírességek és barátaik megjelenése az irodalom és a művészet térfoglalását indította el, létrehozták saját közösségi fórumaikat. 1901.[május 30-án Vámossy Mihály tanár elnökségével 83 taggal megalakult a Leányfalusi Kaszinó. Arisztokratikus szellemiségű tagjai pezsgő társadalmi életet vittek a falu közösségébe, szem előtt tartva a közhasznú célokat és a közművelődést.
1914-ben megalakult a Leányfalusi Társadalmi és Szépészeti egylet Vámossy Zoltán vezetésével. Az egylet célja a falu rendezése, szépítése, a nyaralóhely arculatának kialakítása volt. A Leányfalusi Törzs 1914-ben Tóth László, Marschalkó Teofil, Törs Tibor, Radnai Miklós kezdeményezésére alakult és hamarosan 120 tagot számlált. A társaság máig ismert és néha használt jelszava: " Üdv a Dunának " ! A bohém társaság Anna-bálokat, hangversenyeket, előadásokat szervezett, ahol nem volt hiány ismert művészekből, operaénekesekből, színészekből, így teremtve meg az együttzenélés, színjátszás, szórakozás hagyományait. A Pócsmegyer-Leányfalui Iparosok Köre 1931-ben alakult Lingel János bútorgyáros kezdeményezésére. A 44 tagot számláló egyletben minden kisipari tevékenység képviselve volt. Farsangi bálok, szüreti mulatságok, tamburazenekar szerveződött, környék-szerte híres volt az Iparoskör színjátszó csoportja. Az előadások mindenkor jótékonysági célt szolgáltak. 1947-ben a Belügyminisztériumtól érkezett okirat mint „nem működő” egyesületet, mind az Iparoskört, mind a Leányfalusi Törzset megszüntette, ill. feloszlatta.
A nagy változás a II. világháború után következett be. Leányfalu 1949-ben lett önálló község, 1970-ben 1300 lakossal nagyközségi rangot kapott.

## A jelen
Az 1960-as évek végén végzett próbafúrások során 36 °C-os hévizet találtak, így megépülhetett az 1972-ben megnyitott és legutóbb 2023-2024 között felújított termálvízű strandfürdő, összesen négy medencével. Az 50 méteres úszómedence versenyek lebonyolítására is alkalmas. Leányfalu közművesítése az elmúlt években feldúlta a falu nyugalmát, (csatornaépítés, telefon, gáz) ugyanakkor biztosítja a település további fejlődését. A mai napig sok ismert művész választja a nyaralója vagy akár állandó lakóhelyéül.

## Közélete

### Polgármesterei
- 1990–1994: Adorján Istvánné (független)[4]
- 1994–1998: Adorján Istvánné (független)[5]
- 1998–2002: Adorján Istvánné (független)[6]
- 2002–2006: Szinna Gábor (független)[7]
- 2006–2006: Várady-Szabó Mihály (független)[8]
- 2007–2010: Nyiri Csaba (független)[9]
- 2010–2014: Nyiri Csaba (független)[10]
- 2014–2019: Loszmann János (független)[11]
- 2019–2024: Adorján András (független)[12]
- 2024– : Adorján András (független)[1]

A településen 2007. április 15-én időközi polgármester-választást kellett tartani, mert az előző polgármester 2006. december 30-án életét vesztette.

## Népesség
A település népességének változása:
| Lakosok száma | 3483 | 3472 | 3714 | 3946 | 4099 | 4003 | 3990 |
|               | 2013 | 2014 | 2018 | 2021 | 2022 | 2023 | 2024 |

A 2011-es népszámlálás során a lakosok 83,5%-a magyarnak, 0,2% cigánynak, 0,2% horvátnak, 1,9% németnek, 0,6% románnak, 0,2% ukránnak mondta magát (16,2% nem nyilatkozott; a kettős identitások miatt a végösszeg nagyobb lehet 100%-nál). A vallási megoszlás a következő volt: római katolikus 34,7%, református 12,5%, evangélikus 1,1%, görögkatolikus 1%, izraelita 0,2%, felekezeten kívüli 17% (31,5% nem nyilatkozott).
2022-ben a lakosság 86,7%-a vallotta magát magyarnak, 1,4% németnek, 0,5% ukránnak, 0,5% románnak, 0,2% bolgárnak, 0,2% cigánynak, 0,1-0,1% lengyelnek, görögnek, szlováknak, ruszinnak, szerbnek, horvátnak és örménynek, 6,2% egyéb, nem hazai nemzetiségűnek (12,7% nem nyilatkozott; a kettős identitások miatt a végösszeg nagyobb lehet 100%-nál). Vallásuk szerint 26,7% volt római katolikus, 11,3% református, 1,2% görög katolikus, 1,1% evangélikus, 0,2% ortodox, 0,1% izraelita, 1,3% egyéb keresztény, 0,6% egyéb katolikus, 14,5% felekezeten kívüli (42,2% nem válaszolt).

## Híres emberek
- Itt volt birtokos 1711 előtt Wattay János kuruc alispán, a Dunakanyar magyarjai megmentője.
- Itt töltötte nyarai nagy részét Gyulai Pál.
- Itt élt Ravasz László püspök.
- 1912-től haláláig itt élt Móricz Zsigmond.
  - és lányai:Móricz Virág; Móricz Lili és férje, György László (színművész)
- 1963-tól nyaralótulajdonos volt Karinthy Ferenc.
- 1944-1945 között itt élt Márai Sándor.
- Itt volt nyaralója Radnóti Miklós özvegyének, Gyarmati Fanninak.
- Itt élt Szendrey Ignác, Szendrey Júlia apja.
- Itt élt Szepes Mária író.
- Itt halt meg Horváth Tivadar
- Itt lakik Fábry Sándor humorista, dramaturg.
- Itt él és dolgozik Pávai Patak Márta műfordító.[17]
- Itt lakik Athina Csyef, énekesnő.
- Itt lakik Prokopp Dóra szerkesztő, műsorvezető.
- Itt lakik Patkó Béla alias „Kiki” énekes, zenész.
- Itt lakik Dörner György színművész.
- Itt lakik Müller Péter író, dramaturg.
- Waszlavik László zenész, népzenekutató

## Testvértelepülés
- Penzing, Németország
- Bánffyhunyad, Románia
- Csetfalva, Ukrajna

## Leányfalu az irodalomban
- Leányfalu a helyszíne Örkény István Lehel vidékre megy című novellájának.

## Képgaléria

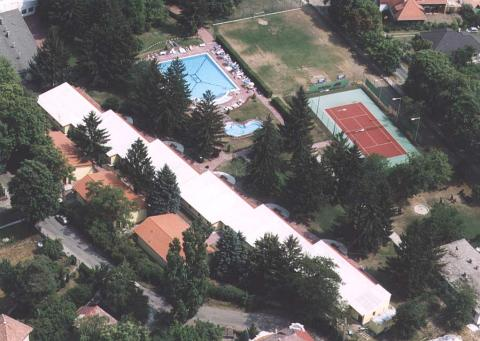
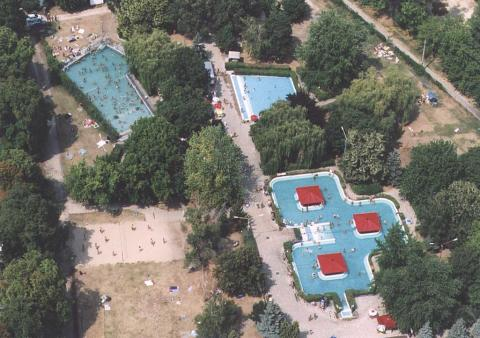
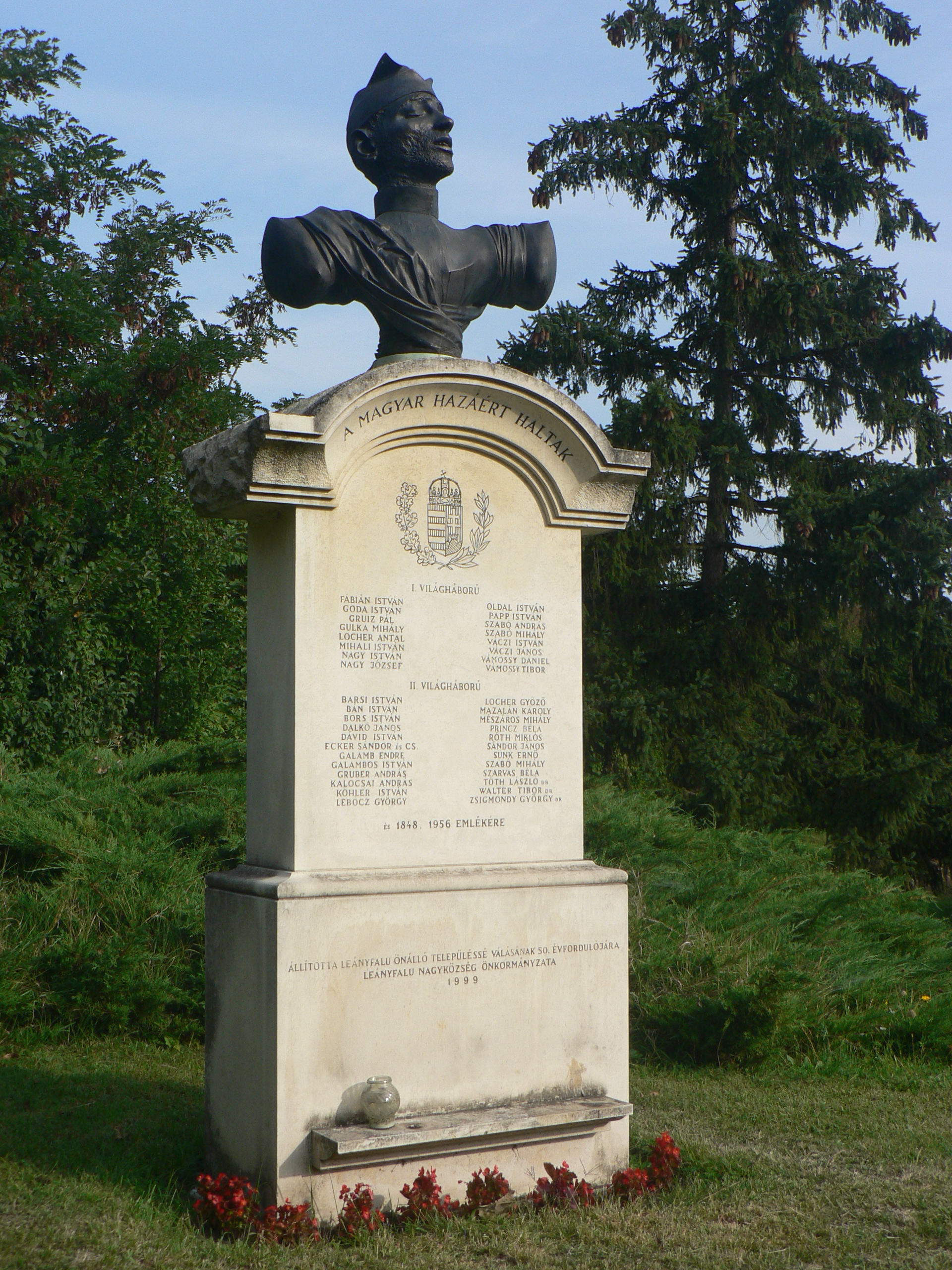
Hősi halottak emlékműve
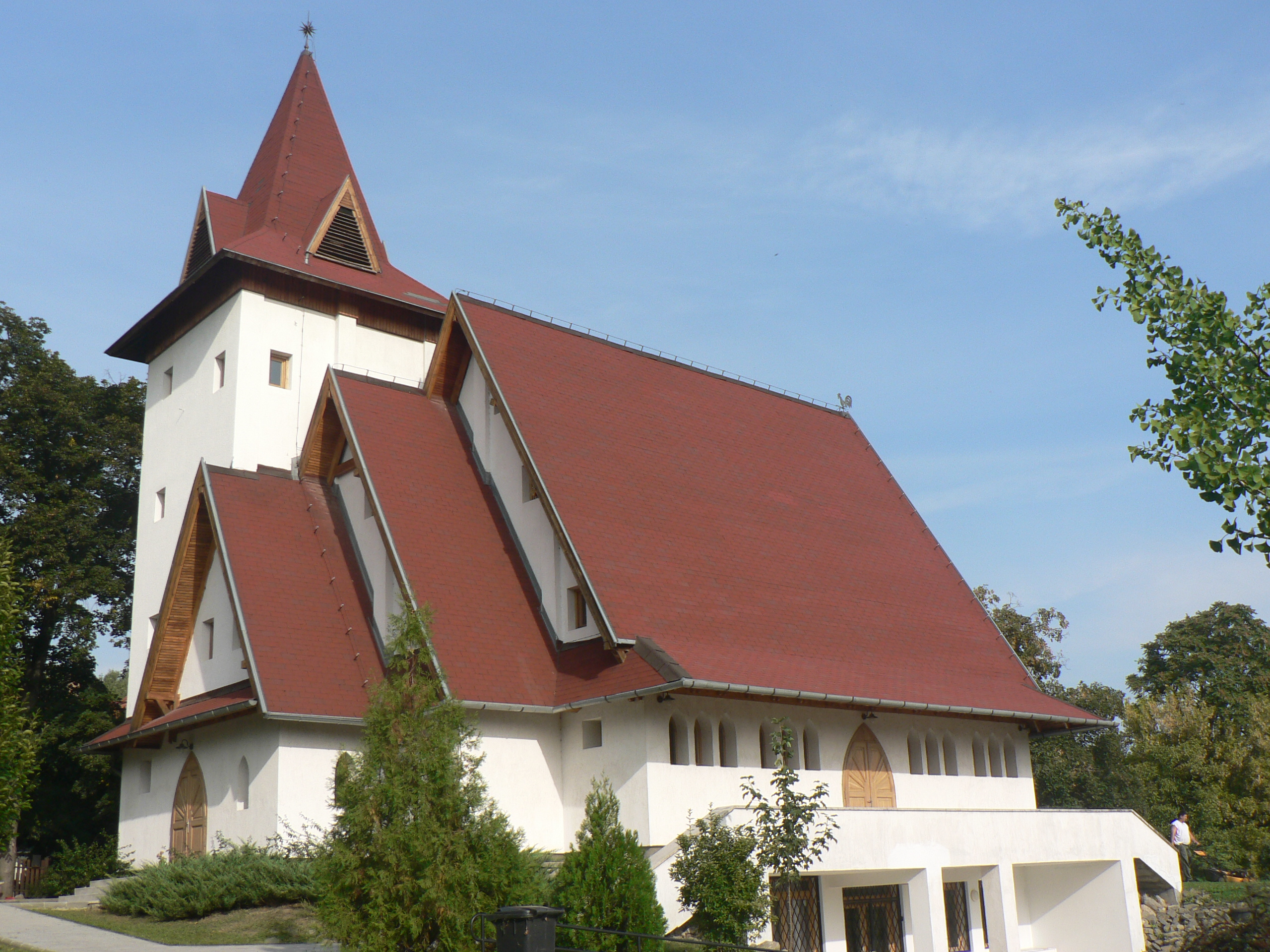
Református templom. Tervező: Hamerli György, építő: Popelka László
Múzeum
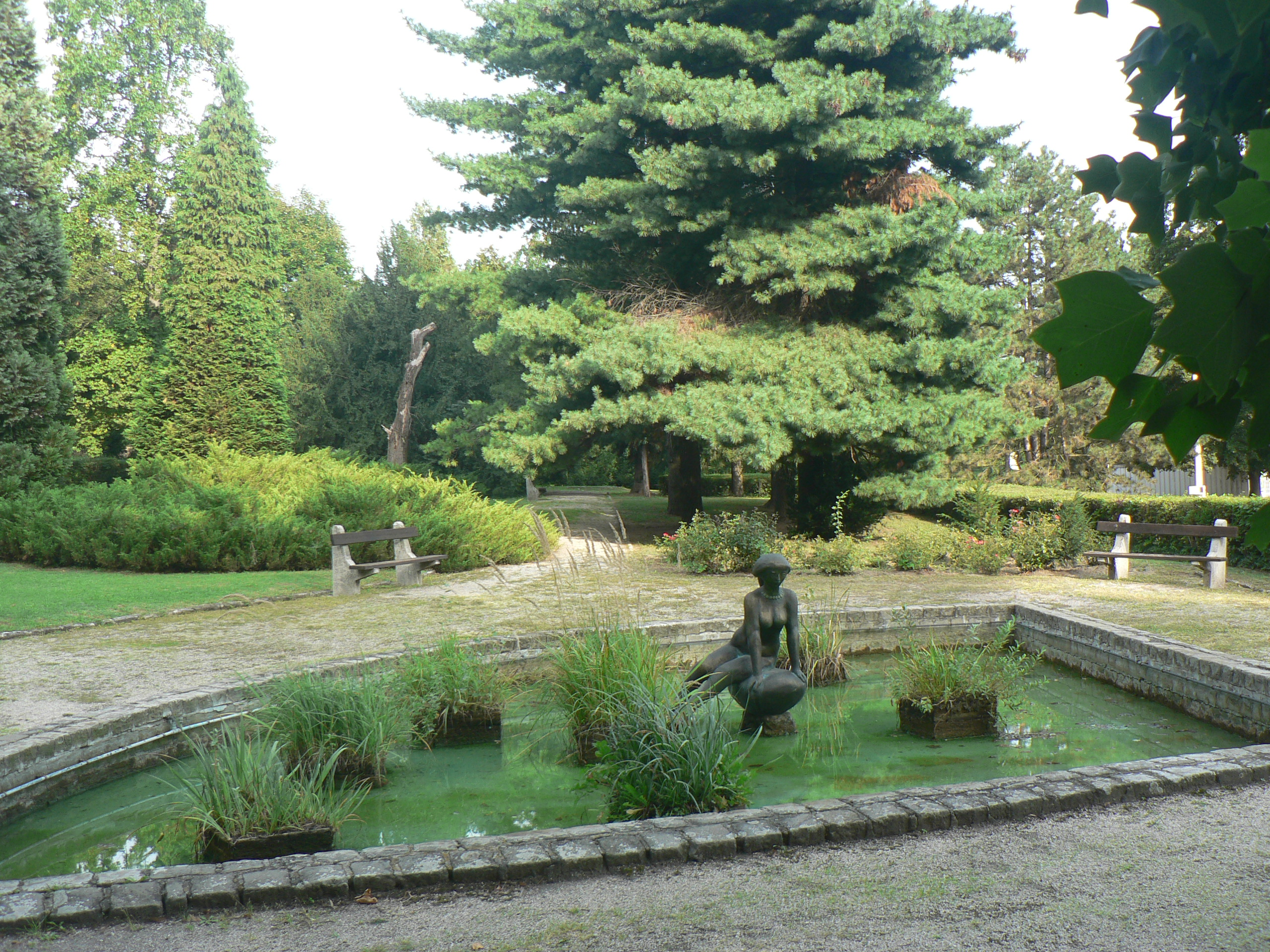
Árpád-házi Szent Erzsébet park
Szent István király emlékműve
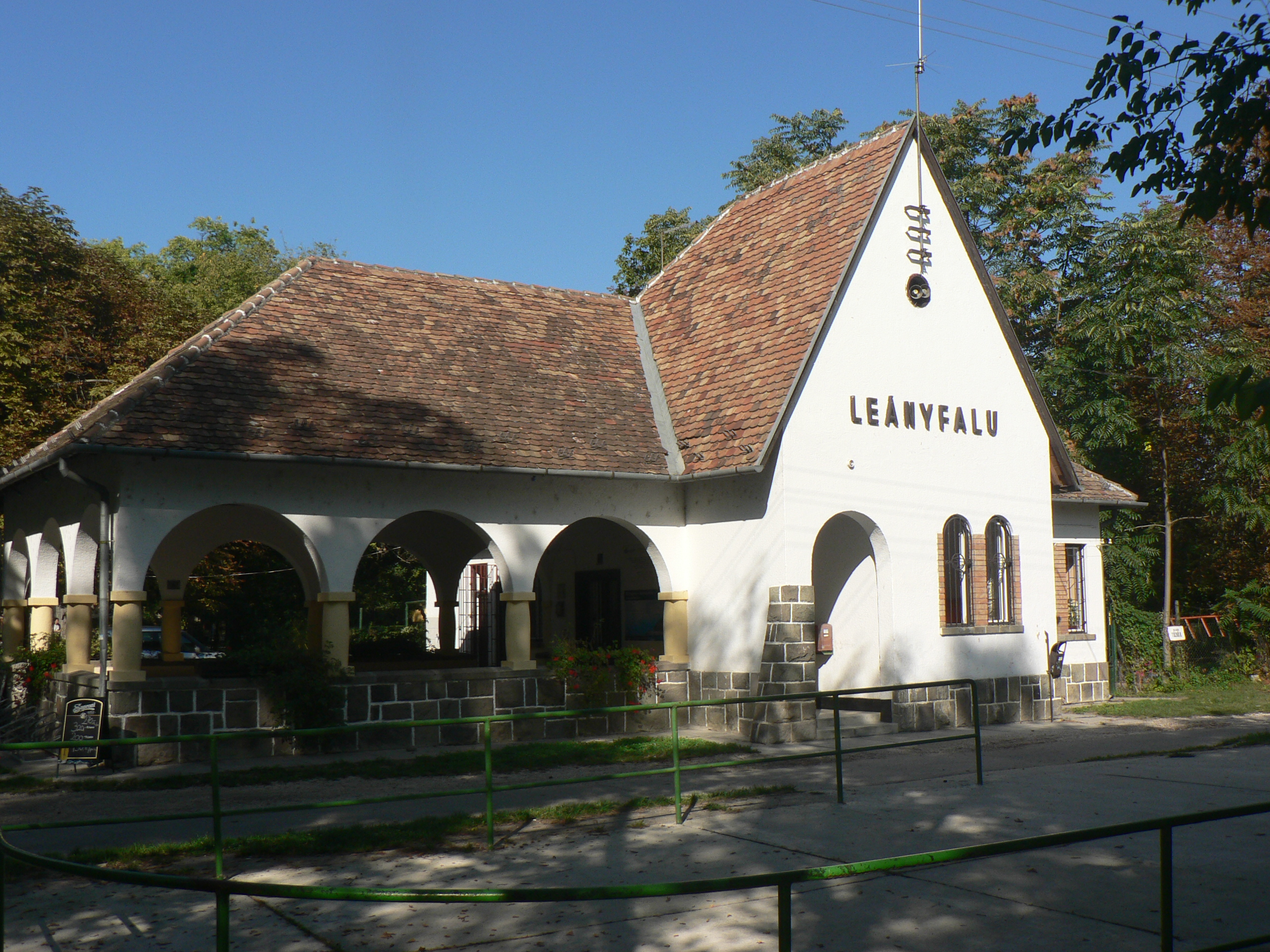
Hajóállomás
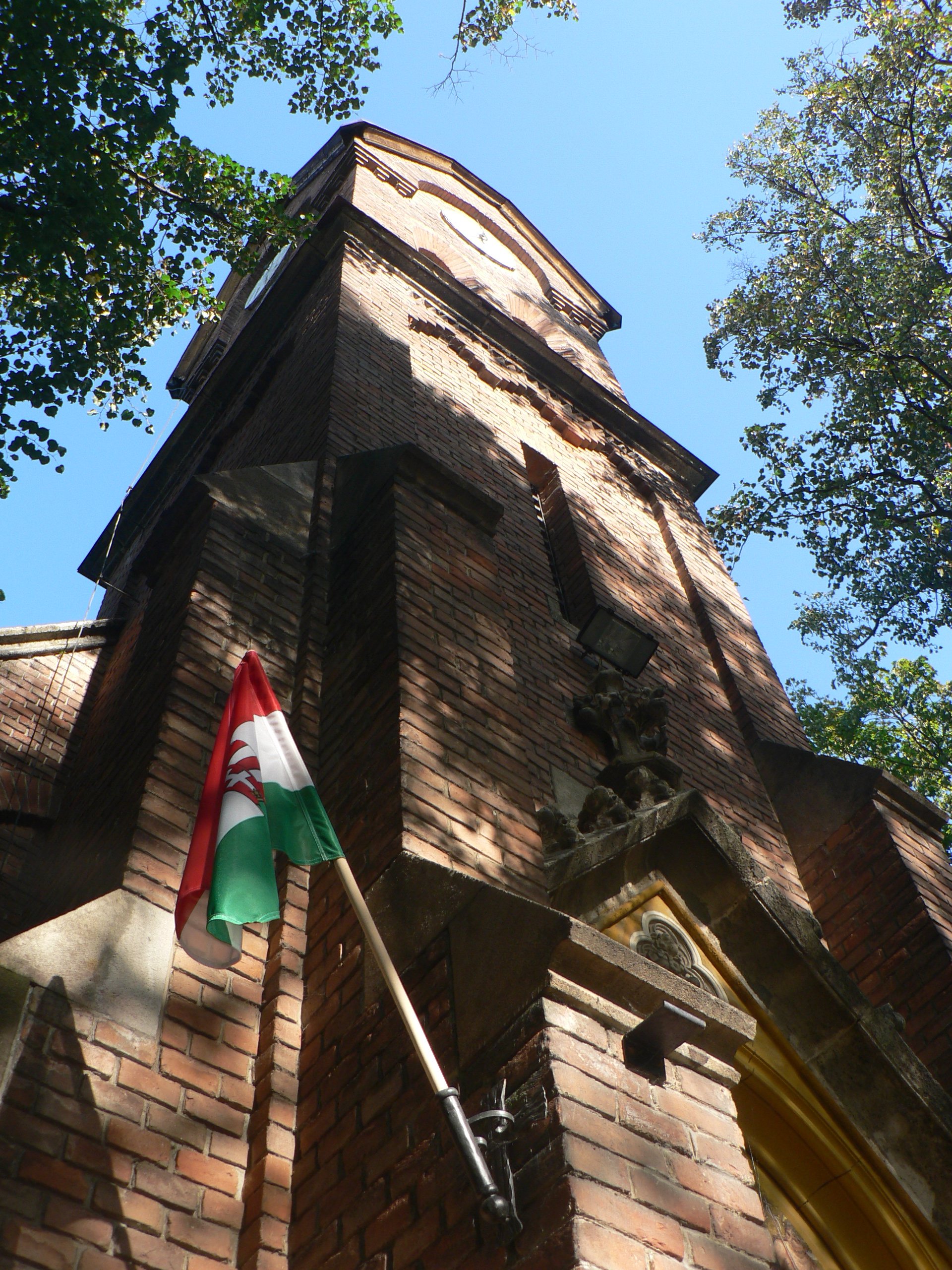
Szent Anna római katolikus templom
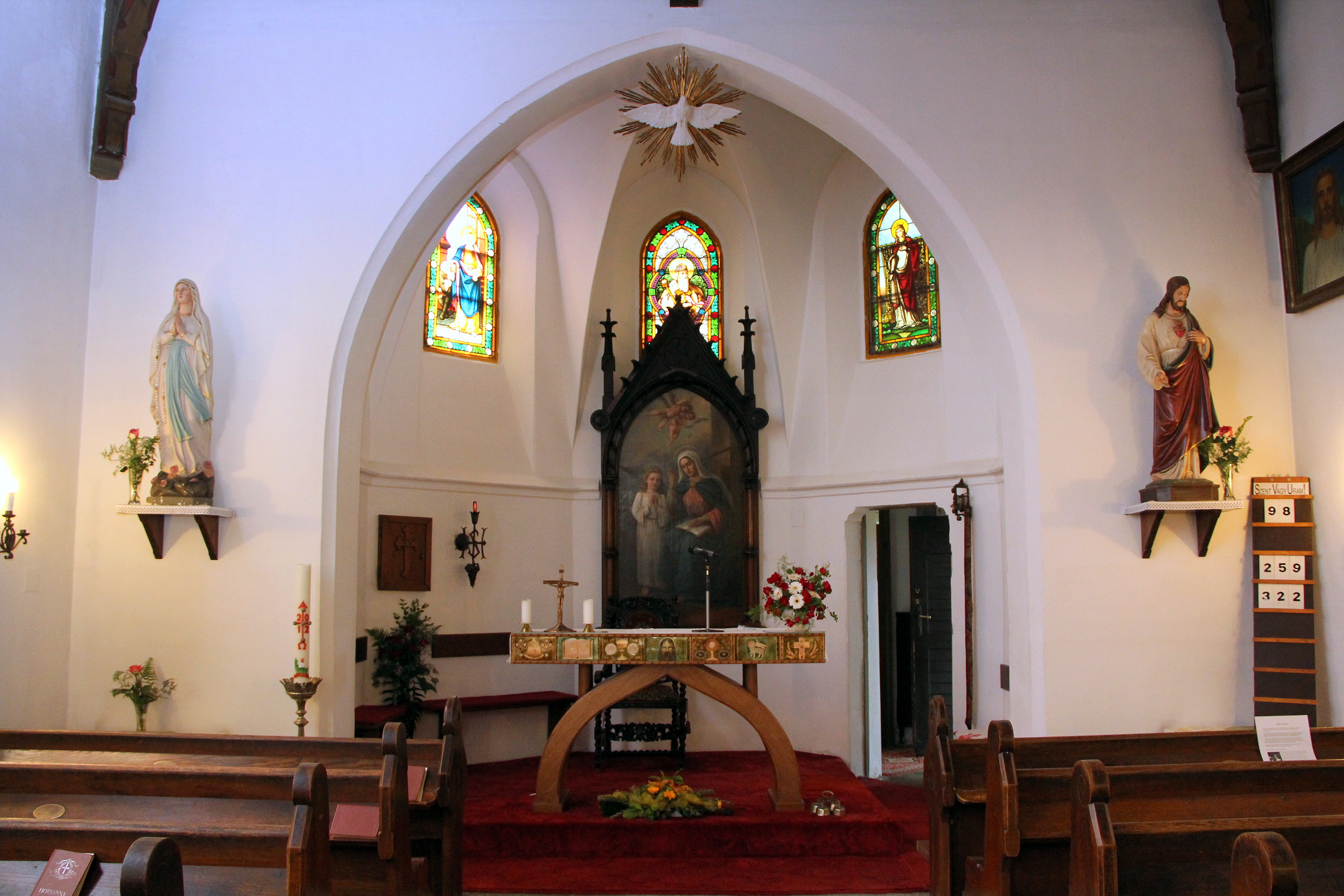
A Szent Anna-templom szentélye
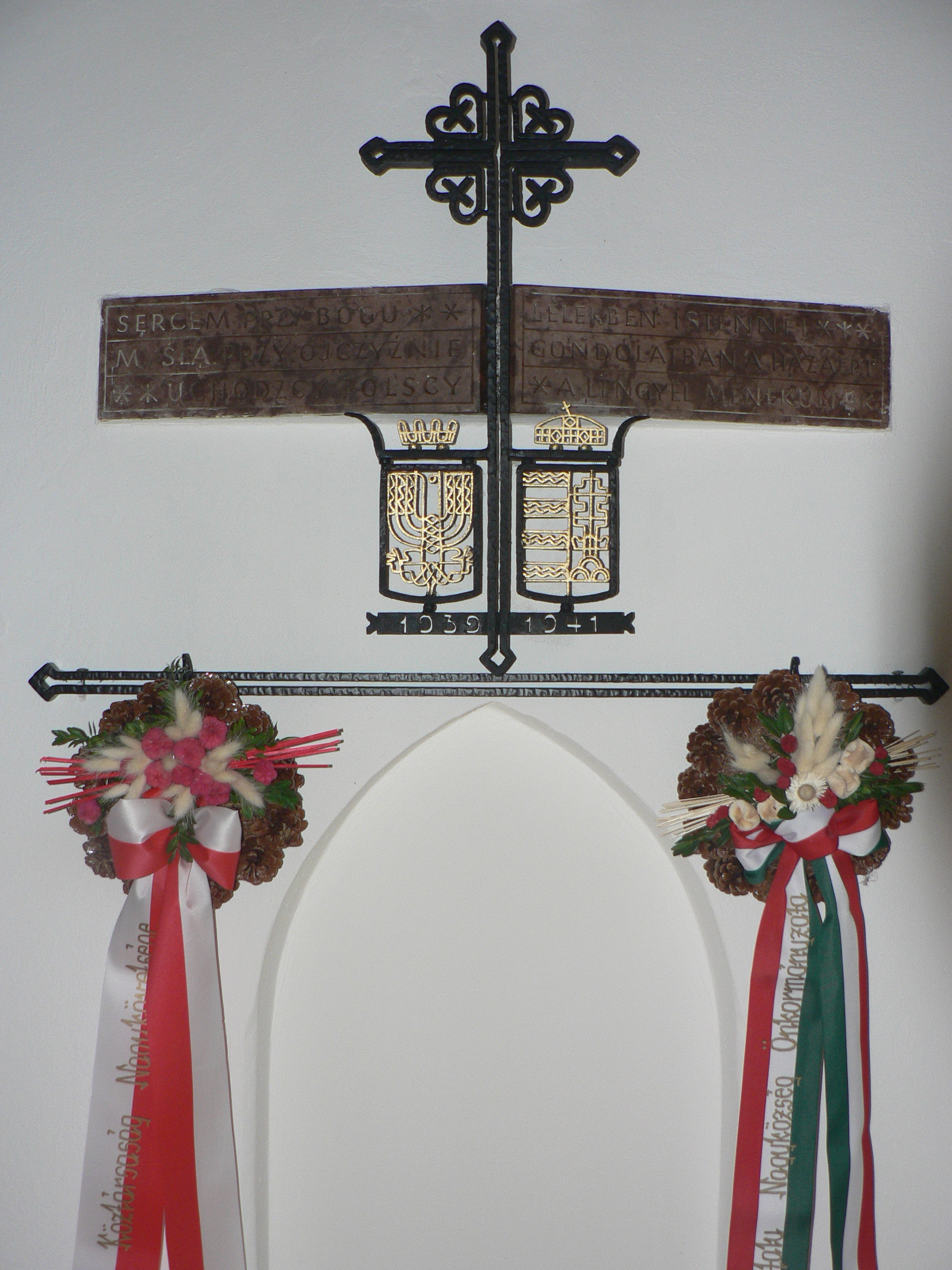
Az 1939-es lengyel menekültek befogadásának emlékműve